# قره‌درق سفلی (کلیبر)
قره‌درق سفلی یکی از روستاهای استان آذربایجان شرقی است که در دهستان آبش‌احمد بخش آبش‌احمد شهرستان کلیبر واقع شده.